# Сопот (община Кавадарці)
Со́пот (мак. Сопот) — село у Північній Македонії, у складі общини Кавадарці Вардарського регіону.
Населення — 804 особи (перепис 2002) в 278 господарствах.